# Uzemňovací soustava

Schematická značka uzemnění

Uzemňovací soustava jsou v elektrotechnice všechny spoje a prvky, které jsou součástí uzemnění elektrické sítě a jejích elektrických zařízení. Začíná zpravidla u bodu elektrické sítě nebo elektrického zařízení, který má být uzemněn, a končí na nebo pod místním povrchem terénu. Uzemnění může sloužit současně jako ochranné i jako pracovní nebo se může ochranné a pracovní uzemnění provádět samostatně. Zajišťuje se náhodnými nebo strojenými zemniči.
Uzemnění je vodivé spojení elektrického rozvodu nebo různých kovových předmětů se zemí. Účelem uzemnění je zajištění správné činnosti některých elektrických zařízení a ochrana před úrazem elektřinou, ochrana před bleskem, přepětím a  před účinky statické elektřiny.